# زنی در باغ
زنی در باغ (انگلیسی: Woman in the Garden) تابلوی نقاشی اثر کلود مونه نقاش فرانسوی است که در سال ۱۸۶۶ طرح گردید. این نقاشی مربوط به دوران جوانی هنرمند است و مونه در آن مقطع ۲۶ سال از عمرش می‌گذشت. این نقاشی در فرم و قالب نقاشی فضای باز طرح گردیده است.